# Lijst van Klingonwapens
Klingon-wapens zijn wapens die worden gebruikt door de Klingons in het Star Trekuniversum. Vooral de Bat'leth en de Daq tahg zijn zo populair dat ze door verschillende fabrikanten in het echt gemaakt worden.

## Zwaarden

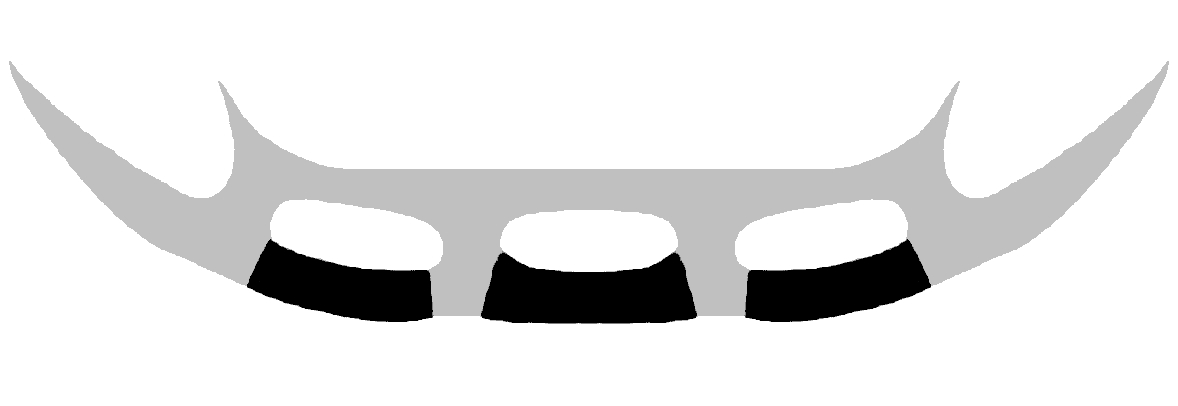
Bat'leth

### Bat'leth
De Bat'leth is een traditioneel Klingonzwaard, dat vaak in rituele gevechten wordt gebruikt.
Volgens de Klingons werd de eerste Bat'leth gesmeed door Kahless de Onvergetelijke rond het jaar 625 v.Chr. De overlevering vertelt dat hij een lok van zijn eigen haar in de lava van de Kri'stak-vulkaan doopte en deze daarna in het meer van Lursor tot een zwaard vormde. Met dit wapen versloeg hij de tiran Molor, waardoor de Klingon thuiswereld Kronos verenigd werd.
Een moderne standaard Bat'leth is 116 cm lang en weegt 5,3 kg. Het zwaard is gemaakt van het metaal baakonite. De Bat'leth heeft drie handgrepen met lederen omwikkeling en aan beide zijden twee punten. Het wapen kan zowel een- als tweehandig gebruikt worden.

### Mek'leth
De Mek'leth is een eenhandig zwaard. (ook wel mak'leth)
De Mek'leth heeft wel wat weg van een kromzwaard, maar met enkele opvallende verschillen: het uiteinde loopt niet uit in een punt en de greep wordt beschermd door een klein tweede blad dat naar achteren loopt. Hierdoor lijkt de Mek'leth wel wat op een kleine letter 'h', waarbij de linker-onderpoot de handgreep is. Het hoofdlemmet is 50 tot 60 cm lang. Klingonkrijgers gebruiken in een gevecht vaak twee gelijke Mek'leths: in elke hand een. Omdat het een vrij kort zwaard is, wordt het vaak gebruikt in kleine ruimtes, bijvoorbeeld in een ruimteschip.

## Dolken en messen

### Daq tahg
De Daq tahg is een Klingon dolk. (ook wel d'k tahg)
De Daq tahg is al meer dan een eeuw de standaarddolk van een Klingonkrijger. De dolk is meestal 40 tot 45 cm lang met een lemmet van 25 cm. Het lemmet heeft een lange open groef in het midden en twee kleine bladen bij de handgreep, die in een stand van 45 graden kunnen worden uitgeklapt met de druk op een knop.

### Kut'luch
De Kut'luch is een mes dat vooral door Klingon-huurmoordenaars wordt gebruikt. Het wapen is ongeveer 30 cm lang en beide snijkanten zijn onregelmatig getand, waardoor een toegebrachte steek veel schade veroorzaakt. Wanneer een slachtoffer is gestoken, wordt het mes vaak nog rondgedraaid om maximale schade en pijn toe te brengen.
De Kut'luch wordt overigens ook gebruikt bij Klingonrituelen, wanneer een Klingon een krijger wordt.

### QhonDoq
De QhonDoq is ook een mes voor huurmoordenaars, maar wordt minder vaak gebruikt. Het heeft een klauwvormig lemmet met twee extra punten halverwege het blad.

### TajtiQ
De TajtiQ is ook een dolk, maar van een ouder ontwerp dan de relatief nieuwe Daq tahg.
De TajtiQ is zo'n 60 cm lang en heeft een licht gebogen lemmet van ongeveer 40 cm. Deze dolk wordt vaak in duels gebruikt. Er is ook een langere versie met een getande bovenzijde: deze heeft een lemmet van 50 tot 60 cm lang.

## Speren en andere wapens

### Gin'tak speer
De Gin'tak speer is een speer van ongeveer 160 cm lang, vaak met een bewerkte steel en een knop aan het einde.

### ChonnaQ speer
De ChonnaQ speer is een jachtspeer.

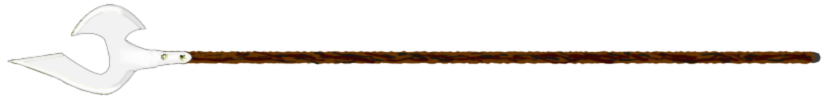
ChonnaQ speer

Een kleinere versie van deze speer wordt gebruikt in het kinderspel qa'vak, waarbij de speer door een rollende hoepel moet worden geworpen. Het spel is bedoeld om de beginselen van de jacht te leren. Wanneer een Klingonkind volwassen wordt krijgt het van zijn vader een groot exemplaar, waarmee ze samen op jacht gaan.

### Kar'takin
De kar'takin is een soort hellebaard met korte steel, maar het blad is in tegenstelling tot dat wapen recht.
Het van origine door de Jem'Hadar gebruikte wapen werd door de Klingons gebruikt in de Dominion-oorlog.

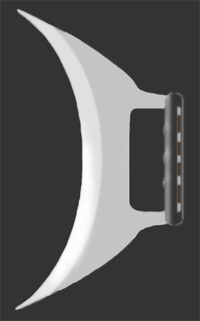
Jejtaj

### Jejtaj
De Jejtaj is een dolk, maar niet in de normale zin van het woord. Het handvat zit achter het sikkelvormige lemmet, dus niet aan het uiteinde. De Jejtaj wordt gebruikt om mes- en zwaardaanvallen te pareren en kan bovendien als werpmes worden gebruikt.

## Trivia
- Net als diverse andere wapens uit de serie Star Trek: The Next Generation werden de Bat'leth, de Jejtaj en de vechttechnieken hiervoor bedacht en ontworpen door Dan Curry, de Visual Effects Producer voor TNG.